# AVIA FL.3
L' AVIA L.3 era un monomotore da turismo ad ala bassa prodotto dall'azienda italiana Azionaria Vercellese Industrie Aeronautiche (AVIA) alla fine degli anni trenta.
Utilizzato anche come aereo da collegamento da alcune forze aeree dell'Asse durante la seconda guerra mondiale venne realizzato in una piccola serie a causa dello scoppio della guerra e nuovamente prodotto alla fine del conflitto dalla Lombardi come Lombardi FL.3.

## Storia del progetto
La concezione dell'L.3 è direttamente conducibile al desiderio di Italo Balbo, allora ministro dell'aviazione, di promuovere la cultura aeronautica di massa con conseguente sviluppo dell'aeronautica da turismo. In quest'ottica fa emanare nel gennaio 1928 un concorso ministeriale per la realizzazione di un velivolo leggero da utilizzarsi nei ruoli di aereo da turismo, da collegamento ed addestratore basico per le scuole di volo civili, gli aeroclub e la Reale Unione Nazionale Aeronautica (RUNA), e della Regia. Al bando di concorso parteciparono la quasi totalità delle aziende di produzione aeronautica del territorio nazionale, tra cui l'Anonima Vercellese Industria Aeronautica (AVIA) con il suo FL.3 pur risultando nettamente in ritardo rispetto ad altri progetti. Alla fine furono addirittura dieci i progetti che vennero ritenuti all'altezza dei requisiti richiesti; oltre l'FL.3, il vincitore Fiat-Ansaldo A.S.1, il Breda Ba.15, il CAB C.4, il CANT 26, il Caproni Ca.100, l'IMAM Ro.5, il Macchi M.70, il Magni Vittoria ed il Piaggio P.9.
Il progetto dell'FL-3 si deve alla volontà di Francis Lombardi il quale fonda la sua azienda con alcuni amici ed affida agli ingegneri Cesare Mosso, Ugo Graneri e Pieraldo Mortara.
Il prototipo venne portato in volo per la prima volta nel 1937 equipaggiato con un motore Walter Persy smontato dal cecoslovacco Zlin Z-XII di proprietà dello stesso Lombardi.

## Impiego operativo

### Italia
La Regia Aeronautica acquistò circa 250 esemplari destinati inizialmente alle proprie scuole di volo ma impiegandolo in realtà in un numero limitato in attività minori e lasciandone rimessati un gran numero.

### Germania
Dopo l'armistizio di Cassibile il comando della Luftwaffe requisì 145 esemplari destinandoli in Austria, a Vienna, ed alle loro scuole di pilotaggio con ottimi risultati.
Unica modifica apportata (peraltro eseguita su tutti i modelli di velivoli italiani catturati) fu l'inversione del comando dell'acceleratore: per dare massima potenza la leva va spinta in avanti contrariamente all'uso italiano (e francese) dove per accelerare si tirava indietro la leva. Nel dopoguerra anche l'Italia si è adeguata a questo standard internazionale.

### Stato Indipendente di Croazia
Dopo la caduta del Regno di Jugoslavia, il nuovo stato fantoccio voluto dall'alleato tedesco chiamato Stato Indipendente di Croazia ordinò 20 esemplari per dotare le scuole di volo della propria forza aerea, la Zrakoplovstvo NDH. Con la caduta del governo alla fine del conflitto gli esemplari rimanenti vennero utilizzati nell'aviazione civile.

## Utilizzatori

Un AVIA FL.3 all'aeroporto di Alghero-Fertilia nel 1973.

### Militari
Croazia
- Zrakoplovstvo Nezavisne Države Hrvatske

 Germania
- Luftwaffe

 Italia
- Regia Aeronautica

 Repubblica Sociale Italiana
- Aeronautica Nazionale Repubblicana

## Esemplari attualmente esistenti

La strumentazione dell'AVIA FL.3

Sono diversi gli esemplari giunti ai nostri giorni, alcuni ancora mantenuti in condizioni di volo. Tra quelli conservati si ricorda:
- l'esemplare M.M.56323 marche I-BIOU restaurato dalla Sezione Torino del GAVS.
- l'esemplare I-AVIG, motorizzato CNA D4S, proprietà della Fondazione Agnese e Luciano Sorlini restaurato ed efficiente presso l'officina della Luciano Sorlini SpA di Montegaldella.
- l'esemplare I-OPES, motorizzato Continental C85, in esercenza all'Aero Club di Roma efficiente ed aeronavigabile presso lo stesso Aero Club all'aeroporto di Roma Urbe.
- gli esemplari marche I-DODO e I-ADOA in restauro col motore originale CNA D4.

Tre gli esemplari invece conservati presso strutture museali:

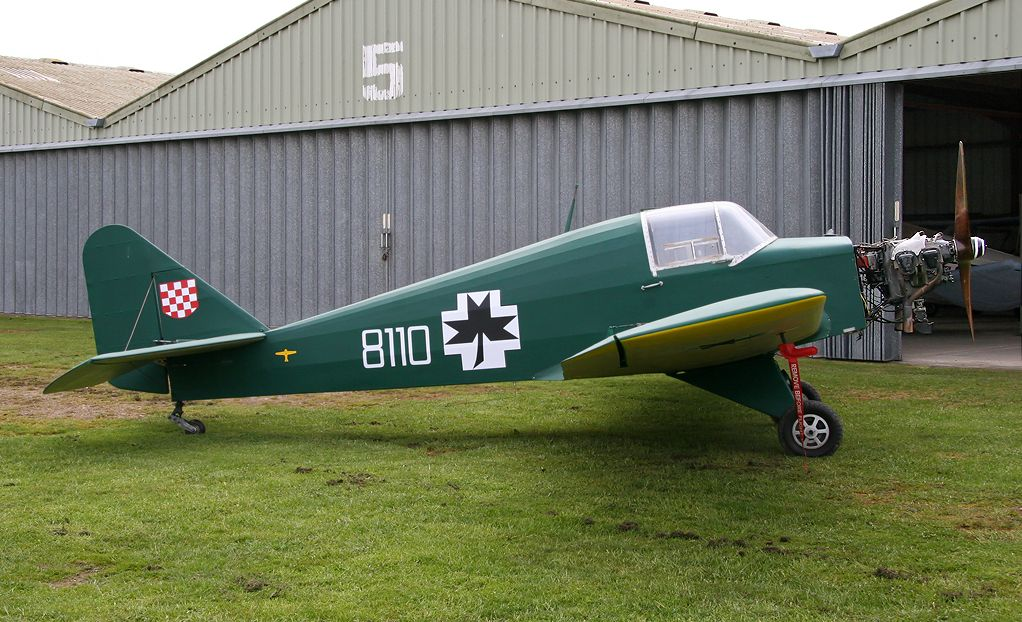
AVIA FL.3 con la livrea della Zrakoplovstvo Nezavisne Države Hrvatske.

- I-AIAE presso il museo dell'Aeronautica Gianni Caproni di Trento.
- I-ADOD presso il museo storico dell'Aeronautica Militare, Bracciano, provincia di Roma.
- I-AIAD presso il museo dell'aria e dello spazio di San Pelagio, Due Carrare, provincia di Padova.[5]